# 貴族の務め
貴族の務め（きぞくのつとめ、ドイツ語: Adel Verpflichtet, "ノブレス・オブリージュ"と言う意味）は1990年にクラウス・トイバーによって発明され、ドイツの玩具会社F.X.シュミットによって出版されたマルチプレイヤー型ボードゲームである。アメリカではBy Hook or Crookの名で、イギリスではFair Means or Foulの名前で出版されているゲームである。

## 遊び方
ゲームのプレイヤーは、けばけばしい骨董品店のメンバーとして表現される。このゲームの最終的な目的は、店の他のメンバーの誰よりも良質な骨董品を集めることである。1回のターンでは、2つの選択肢が用意されている。オークションショップでの骨董品のせりに参加する事と、荘園領主の館でのコンペティションに参加する事である。プレイヤーのオークションの結果は、同じ盤面上の他のプレイヤーによる選択とカードゲームに委ねられている。それ故、このゲームにはポーカーにおける駆け引きの要素が含まれている要素を無視することはできない。
ボードにおいて最も遠くまで進むか、最初にあがった者が最終的な勝者となる。

## ゲームの賞に関する受賞歴
- ドイツ年間ゲーム大賞 - 1990年
- ドイツゲーム大賞- 1990年（1位）